# 88.3Jia
88.3Jia是 新加坡So Drama! 娱乐属下所经营的一家中文调频广播电台，广播頻率為FM 88.3MHz。该台的前身为「动力88.3」，创立于1994年，在开播以前，花了约一年的时间筹划和试播，并在1995年正式对外发声。88.3Jia 自启播至今，其节目内容是以华语作为广播的媒介语，不过为了更符合听群众的听歌习惯，会安排每小时在空中，播放至少三首听众喜爱的西洋歌曲，日语流行音乐J-pop, 或韩语流行音乐K-pop。因此 88.3Jia 也是新加坡6家中文电台当中，唯一标榜以中英双语广播的电台频率。现今的频道标语为， "双语第一台，双倍精彩，883Jia"。其姐妹台为英语调频广播电台 Power 98 Love Songs, 电台的頻率為FM 98.0MHz。

## 历史
1994年，位于德普路国防科技研究院大楼B座的「动力88.3」开始进行试播，并在一年后正式对外进行广播。「动力88.3」也是战备军人协会在新加坡所开设的第一家中文调频电台。
年表
- 1998年，「动力88.3」推出了非常动力88.3合集CD Album，收录15首热门歌手演唱的经典金曲。

- 2006年，「动力88.3」与台湾高雄的KISS Radio进行节目交流，联合制播《KISS发烧榜－华语榜》节目于新加坡播出。

- 2007年3月12日，为了贴近生活，也更贴近听众的内心，「动力88.3」正式更名为「88.3Jia FM」。

- 2017年7月1日，隶属于战备军人协会的「新加坡战备军协电台」，随其品牌形象的升级，正式改名为「So Drama! 娱乐」。

- 2019年7月11日，该频率以「88.3Jia」新名称发声，其节目内容也做出了适当的调整并全面改版升级。

- 2022年1月17日，「88.3Jia」的傍晚班迎来新的脸孔，前「YES 933」的资深DJ蔡伟彬过档「88.3Jia」与DJ谢家发一起主持周一至周五，傍晚4时至8时的「123下班咯」。

- 2024年5月20日，「88.3Jia」以全新时段，全新节目，不间断的陪伴着听众。

- 2024年5月25日，该台举行《88.3Jia 好久不见 见面会》，全体DJ于当天，中午12点，和听众一起聚餐。

## 简介
「88.3Jia」隶属于So Drama! 娱乐（前称为新加坡战备军协电台) ，是新加坡第一家标榜以中英两种语言广播的调频电台，在1995年正式开台，并于2007年重新推出后，目前已经拥有不少25至44岁的忠实听众。为了尽可能贴近本地的听众群，带给他们更好的听觉效果，「88.3Jia」的歌曲编排主打80年代的经典金曲，到目前最火的中国大陆网络歌曲和最新的华语流行音乐，但除了中文音乐外尚有相当丰富的韩国流行文化与西洋音乐资讯。这种混合中英双语歌曲的特质，特别能够迎合精通双语的新加坡人来收听节目。
从节目形态上来看，「88.3Jia」是一家属于音乐与在地资讯结合的电台频道，不仅全天候播放最新的生活、娱乐、美食、体育资讯，也报道国内、国际及社会新闻。为了更好的服务听众，「88.3Jia」亦通过空中的电波为即将入伍的服役人员分享新加坡国民服役的最新讯息，让他们多了解军中的生活情况。除了为新兵传递消息，「88.3Jia」在节目中也为现役和退役的国民服役人员提供「新加坡武装部队」与「战备军人协会」（SAFRA）更详细的信息与服务项目，当中包括军事新闻，以及为会员准备的战备军人俱乐部的各种设施与优惠活动。

## 新闻时段
「 88.3Jia」播报新闻的时段为星期一至五以及周末。逢公定假日则暂停播映新闻节目。
| 节目名称 | 每周天数   | 新闻时段                 | 备注            |
| -------- | ---------- | ------------------------ | --------------- |
| 新闻简讯 | 星期一至五 | 08:00~11:00、17:00~20:00 | 时长约为3-5分钟 |
| 新闻回顾 | 星期六至日 | 13:00~17:00              | 时长约为3-5分钟 |

## 品牌

### FM广播
调频電台
| 頻率     | 電台名稱            | 語言 | 定位                              | 開播日期 | 網址                        |
| -------- | ------------------- | ---- | --------------------------------- | -------- | --------------------------- |
| 88.3 MHz | 88.3Jia             | 華語 | K-pop、成人當代音樂、華語流行音樂 | 1994年   | 网址 （页面存档备份，存于） |
| 98.0 MHz | Power 98 Love Songs | 英语 | 成人當代音樂                      | 1994年   | 网址 （页面存档备份，存于） |

### 网络電台
除了经营无线的调频广播電台，So Drama! 娱乐旗下也设有7个在线的音乐串流平台，免费带给听众美妙的中文与方言歌曲还有K-pop韩流与西洋音乐的听觉体验！听众只需要下载 「CAMOKAKIS」或「Best SG Radios」等应用程序app，或通过其电台官网线上收听即可。 
| 频道          | 运营商         | 语言             | 类别         | 網路直播                    | 備註             |
| ------------- | -------------- | ---------------- | ------------ | --------------------------- | ---------------- |
| 88.3JIA 網曲  | So Drama! 娛樂 | 華語與粵語等方言 | 華語流行音樂 | 网址 （页面存档备份，存于） | 僅限新加坡IP收聽 |
| 88.3JIA K-POP | So Drama! 娛樂 | 韓語             | 韓國流行音樂 | 网址 （页面存档备份，存于） | 僅限新加坡IP收聽 |
| Power 98 HITS | So Drama! 娛樂 | 英語             | 成人當代音樂 | 网址 （页面存档备份，存于） | 僅限新加坡IP收聽 |
| Power 98 RAW  | So Drama! 娛樂 | 英語             | 成人當代音樂 | 网址 （页面存档备份，存于） | 僅限新加坡IP收聽 |
| LO-FI         | So Drama! 娛樂 | 英語             | 低保真音樂   | 网址 （页面存档备份，存于） | 僅限新加坡IP收聽 |
| CHILL         | So Drama! 娛樂 | 英語             | 轻音樂       | 网址 （页面存档备份，存于） | 僅限新加坡IP收聽 |
| SMOOTH JAZZ   | So Drama! 娛樂 | 英語             | 爵士樂       | 网址 （页面存档备份，存于） | 僅限新加坡IP收聽 |

## 现任节目总监
- 王恺樱

## 现任音乐总监
- 谢家发

## 現任主持人／DJ
| DJ类别 | 主持人                                                        |
| ------ | ------------------------------------------------------------- |
| 全职DJ | Ben、家铭、艾薇Ivy、家发、伟彬、Jimmy、诗涵、淑慧、思韵、恺缨 |

## 節目表 (2024年5月20号起 )
星期一至五
- (6AM – 8AM) - 家铭 (Jiaming)
- (8AM - 10AM) - Ben (斯样)
- (10AM – 12PM) - 艾薇 (Ivy Tan)
- (12PM - 2PM) - 淑慧 (Shuhui)
- (2PM - 4PM) - 诗涵 (Shihan)
- (4PM - 6PM) - 伟彬 (Nico Weibin)
- (6PM - 8PM) - 家发 (Jiafa)
- NIGHTS OFF - (8PM – 9PM) - (Ben 与 Jimmy)
- (9PM – 10PM) - (Jimmy)
- (10PM - 11PM) - (思韵 Siyun 与 Jimmy)
- (11PM - 12AM)- 思韵 (Siyun)
- 双语第一台 你的音乐，你的电台 (12AM - 6AM)

星期六至日
- Sunday Fun轻松 (星期天 下午 1PM – 4PM)- 恺缨 (Kaiying)
- 883Jia流行音乐排行榜 (星期六 晚上 8PM -10PM, 2PM 星期一重播) - 伟彬 与 艾薇Ivy联合主持
- 后台无限PLAY (星期天 晚上 8PM - 9PM) - Ben 与 Khim & Juni
- 双语第一台，双倍精彩 (全天候播歌)

## 历任全职/兼职/嘉宾DJ
- 林有懿 (时市播节目）
- 梁智强 (媒体人已离职退出媒体界)
- 王雷（做网络直播与歌台节目）
- Jeff Goh 吴万隆 (现为友台YES 933 顶尖流行音乐电台DJ）
- 琪琪 (现为友台958城市頻道DJ)
- 陈丽娜 (现为友台972最愛頻道DJ)
- Violet 陈粉樱 (现为友台972最愛頻道DJ)
- Daniel Ong (开台初期曾为电台主持双语节目；目前打理自己的生意)
- Robin Goh (已离职退出媒体界)
- 张美香 (媒体人）